# 劉棠瑞
劉棠瑞（1910年11月30日—1997年），生物學家、植物學家、森林學研究者，1910年在中國江西安福縣出生，1997年在美國洛杉磯去世。劉棠瑞著作豐富，亦為臺灣植物誌第一版之編輯成員之一。

## 生平
劉棠瑞，江西安福縣人，出生於1910年（一說1911年）11月30日，1997年於加州洛杉磯過世，享年87歲；其家族世居嚴田鄉，其父劉玉峰，兄劉錫樑均為開業中醫師。劉棠瑞6歲進入私塾，15歲插班吉安縣陽明中學，16歲隨同鄉李達才至東京，補習日語與英數理化，1929年考取東京高等師範學校，也獲江西省政府公費支助，1933年畢業後隨即考取日本京都帝國大學（現在的京都大學）理學部植物學科，並於1936年取得理學士學位。學成後回到中國，曾在廣東、廣西的大學院校擔任生物系教授、兼主任。
1948年應陳兼善的邀請到台灣，出任當時的台灣省立博物館（現在的國立台灣博物館）擔任研究員兼植物學組主任，也兼台大植物系、省立師範學院（現為台灣師範大學）教授。1955年，受到當時台大校長錢思亮之聘，擔任專任森林學系教授，兼任同校植物學系教授，也曾兼森林系主任行政職，並在1972年擔任農學院院長，至1977年才卸任；除在台大任教之外，劉棠瑞也在此期間曾兼國立中興大學植物學系和森林學系教授；並在任教期間，以研究成果在1970年取得到日本東京大學理學博士學位。1982年劉棠瑞從台大屆齡退休後移民美國，1997年於洛杉磯去世。

## 研究
1947年擔任台灣省立博物館研究員期間，積極參與學界(包含了地質、氣象、動物、植物、地理等科學領域)組成之科學考察團，進行植物調查及採集的工作，地點有澎湖、玉山、蘭嶼等地，為其所致力進行的分類學研究 。
致力於教育與學術研究時間長達50年之久，尤其對於台灣及華南的植物分類學有深刻的研究，總共發表了83篇學術論文。
1963年應美國農業部之邀請，前往歐、美、日等地區，針對冷杉屬(Abies)樹木之分類與分佈，進行為時一年的研究。回國後，歷經八年的整理與研究，於1971年出版了《冷杉屬誌》(英文版專論)。該書非但研究了世界的冷杉屬植物的分類及分布，也對其培育方法及森林工業方面之利用有所闡述，並以此書獲得美國農業部頒奬。劉棠瑞亦以此書及其他研究著作，向日本東京大學申請博士學位，而獲頒理學博士學位。
劉棠瑞的學術發表之英文名字為Tang Shui Liu，但亦有作Tung Shui LIU者。

## 著作
1973年至1979年間，擔任英文版《臺灣植物誌》（Flora of Taiwan）的編輯委員，並為主要作者。
- 《臺灣木本植物圖誌》[註 1]
- 《正中植物學辭典》（與李亮恭合著）
- 《森林植物生態學》（與蘇鴻傑合著）
- 《樹木學》（與廖日京合著）
- 《植物分類學》[註 2]
- 《冷杉屬誌》
- 《雲杉屬誌》
- 《臺灣經濟植物名錄》
- 《樹木學》
- 《木本植物分類學》
- 《南投縣植物誌》(與劉枝萬合撰)

1套上下2冊的《樹木學》得到行政院新聞局金鼎獎。

## 培養新血
曾於台大、師大、興大等校教授樹木學、植物分類學等課程培養後進，台灣的許多學者如耿煊、趙傳纓、黃增泉、許建昌、莊燦暘、廖日京、蘇鴻傑、呂福原、廖秋成、歐辰雄等都是他的學生

## 評價
劉棠瑞的治學態度非常嚴謹，極重視理論與實踐相結合。在擔任森林系主任期間，對該系之系務及學生對森林方面之研習與發展，多所鼓勵與規劃，當時畢業離校的學生，在後來均對臺灣林業方面多有貢獻。

## 獲奬
除了有豐富的著作，其研究亦受到海內外學界多項大奬的肯定：
- 1962年，中華民國教育部理科學術獎
- 1973年。中山學術獎，在同年更獲得美國農業部學術著作獎。

## 其他
在鄭淑芬（2007）記錄李學勇談植物分類學者時，提出了劉棠瑞關於植物名詞的主張：首先是他發現多年所傳授的「蘚苔植物」，必須依照歷史傳統而改稱「苔蘚植物；第二是因為裸子植物具有「球花」（或稱「花球」），因此他認為應該屬於「顯花植物」；最後在傳播了四十多年的「槭樹科」之後，在其所著的《植物分類學》卷四中將中文科名改稱為「楓樹科」。

## 外部來源
- . 植物分類，地理 (日本植物分類学会). 1962, 20 (1): 149–157  [2018-08-14]. ISSN 0001-6799. doi:10.18942/bunruichiri.KJ00002992767. （原始内容存档于2018-08-14）.
- . 植物分類，地理 (日本植物分類学会). 1982, 33: 227–245  [2018-08-14]. ISSN 0001-6799. doi:10.18942/bunruichiri.KJ00001079164. （原始内容存档于2018-08-14）.

 維基物種上的相關：劉棠瑞
1. ↑  . International Plant Names Index.